# 멀리사 라우시
멀리사 라우시(Melissa Rauch, 1980년 6월 23일 ~ )는 미국의 배우이다.

## 출연 작품

### 영화
- 내가 찍은 그녀는 최고의 슈퍼스타 (2006)
- 알러뷰 맨 (2009)
- In Lieu of Flowers (2013)
- 아 유 히어 (2014, Are You Here)
- 더 브론즈 (2015)
- 아이스 에이지: 지구 대충돌 (2016) - 애니메이션
- 배트맨과 할리 퀸 (2017)
- 오드 투 조이 (2019, Ode to Joy)

### 텔레비전
- Kath & Kim (2008-09)
- 빅뱅 이론 (2009-19)